# 소의 유씨
소의 유씨(昭儀 劉氏, ? ~ 1707년 음력 4월 8일)는 조선 숙종의 후궁이다.

## 생애
생년은 명확하지 않으며, 본관은 강릉, 성은 유이다. 조선의 제19대 왕 숙종의 후궁이며, 품계는 정2품 소의에 이르렀다.
1698년(숙종 24년) 음력 8월 2일 궁인으로 있다가 종4품 숙원에 책봉되었다. 당시 유씨를 후궁에 책봉하면서 그 땅과 집을 마련하기 위해 은 6,000냥과 콩 100석 등 막대한 재물이 소요되었는데, 《조선왕조실록》의 사관은 당시 국고가 거덜나고 백성들의 생활이 곤궁함에도 후궁의 책봉에 이처럼 돈을 쓰는 것에 대해 식자들이 한탄하고 근심하였다고 기록하고 있다. 1699년(숙종 25년) 숙안공주가 숙종에게 절수받은 전장의 백성들에게서 마구잡이로 혹독한 세금을 거두는 것에 대한 비판이 이어질 때 그녀도 함께 언급되었지만 숙종의 비호를 받았다.
1699년(숙종 25년) 음력 10월 23일 단종의 복위를 맞이하여 종2품 숙의로 진봉되고, 1702년(숙종 28년) 음력 10월 13일 인원왕후의 책봉을 기념하는 의식으로 음력 10월 18일 정2품 소의로 진봉되었다.
1707년(숙종 33년) 음력 4월 8일 사망하여 음력 6월 10일 장사지냈다. 내명부 정2품 소의에 불과하였지만 숙종의 의지로 의빈부 3등의 예로 예장되었다. 제사를 모실 자녀와 가까운 친속이 없어 앞서 숙종에게 받은 사제에 신주를 두고 노비(환관과 궁녀)의 봉공을 받다가, 정조 즉위 직후 시행한 왕실의 사치 폐단 근절 정책 중 일환으로 이미 죽은 선왕의 공주와 후궁들에게 이속된 전답과 노비 등이 국고로 회수되면서 그녀의 신주도 수진궁으로 옮겨졌다. 유씨 사망 직후인 1707년(숙종 33년) 음력 8월 29일 가뭄 때 제사를 올리는 성역인 삼각산의 북쪽 산기슭을 개인 시장으로 절수받아 나무를 베어온 행태에 대한 사헌부의 탄핵으로 혁파되었다.
현재 유씨의 묘소는 경기도 고양시 덕양구 원당동의 서삼릉(西三陵) 경내에 있는 후궁 묘역에 있으며, 묘표는 1767년(영조 43년)에 세워졌다. 원래는 경기도 양주에 있던 것을 일제강점기 때 영토 개발을 이유로 왕자, 왕녀, 후궁의 무덤을 각각 한 곳으로 이동하면서 옮겨졌다. 1970년 5월 26일 서삼릉이 사적 제200호로 지정될 때 후궁묘도 함께 지정되어 보호받고 있다. 숙종과의 사이에서 자녀는 없었다.

## 가족 관계
- 남편 : 제19대 숙종 (肅宗, 1661~1720, 재위:1674~1720)

## 기타
- 현대의 일부 자료에 유씨가 1688년(숙종 14년)에 죽었다는 기록이 있으나[2], 유씨가 후궁에 책봉된 것이 1698년(숙종 24년)이고 이후 행적이 뚜렷한데다가, 1707년의 《승정원일기》에 소의 유씨에 대한 장례를 논하는 기록이 남아있으므로 1688년에 사망했다는 기록은 오류이다.

## 같이 보기
- 인현왕후
- 숙빈 최씨
- 명빈 박씨